# Famille McCain
Pour les articles homonymes, voir McCain.
La famille McCain est une famille américaine de militaires et d'hommes politiques.

## Personnalités
- John S. McCain, Sr. (1884-1945), amiral américain.
- John S. McCain, Jr. (1911-1981), amiral américain, fils du précédent.
- John McCain (1936-2018), sénateur américain,  fils du précédent.
- Cindy McCain (1954), riche héritière du groupe Hensley & Co., femme du précédent

## Portraits

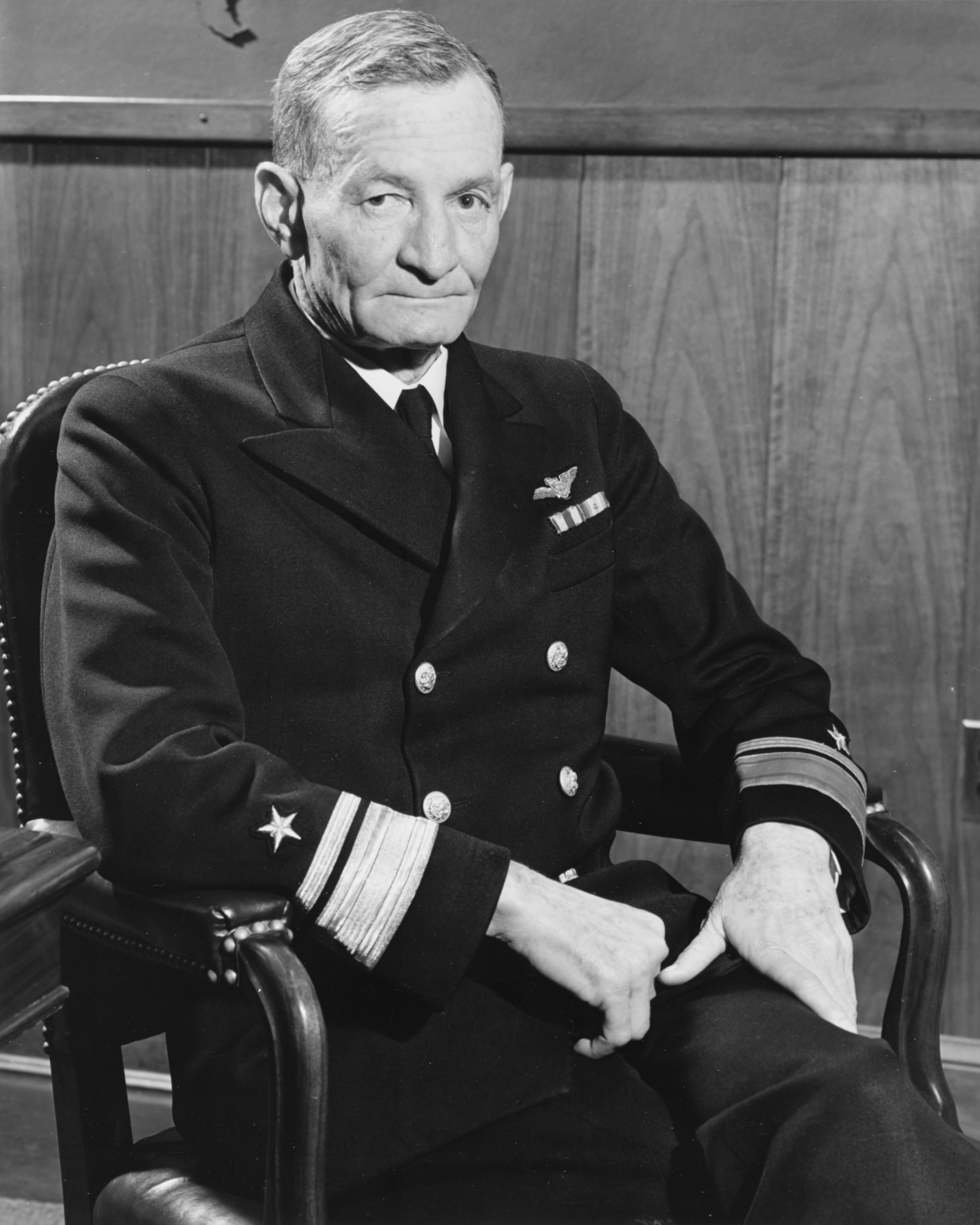
John McCain sr (1884-1945)
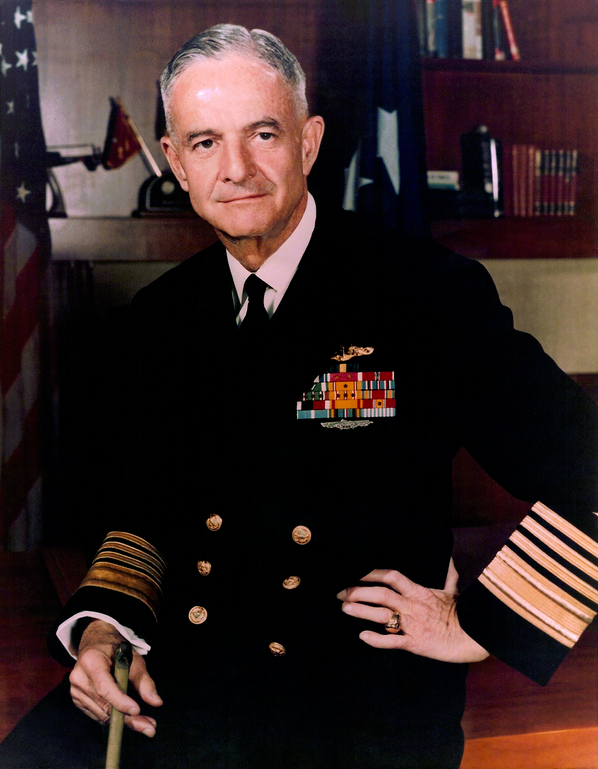
John McCain jr (1911-1981)
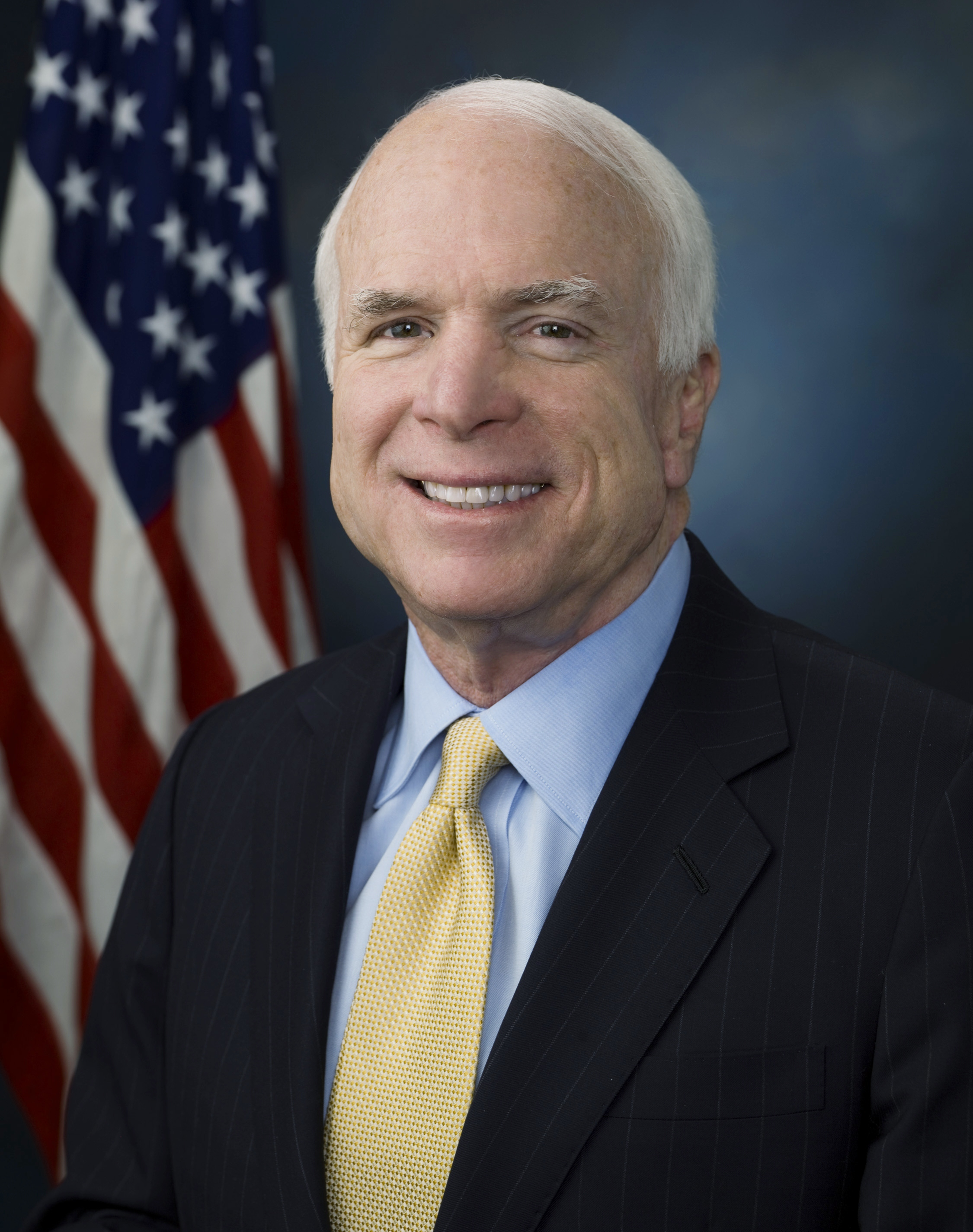
John McCain (1936-2018)
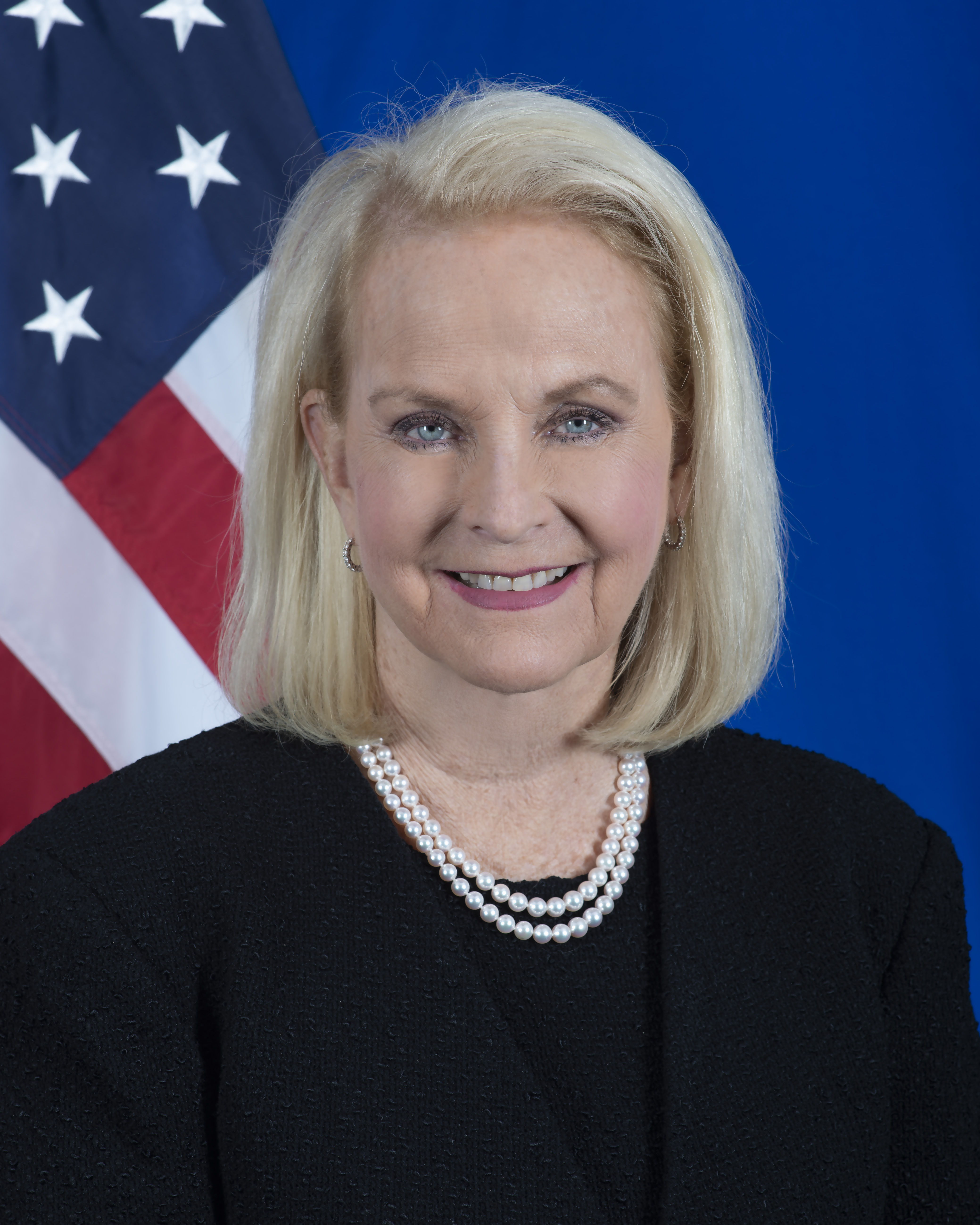
Cindy McCain (1954-)